# 甲斐常葉站
甲斐常葉站（日语：／ Kai-tokiwa eki */?）是位於山梨縣南巨摩郡身延町常葉，東海旅客鐵道（JR東海）的身延線車站。

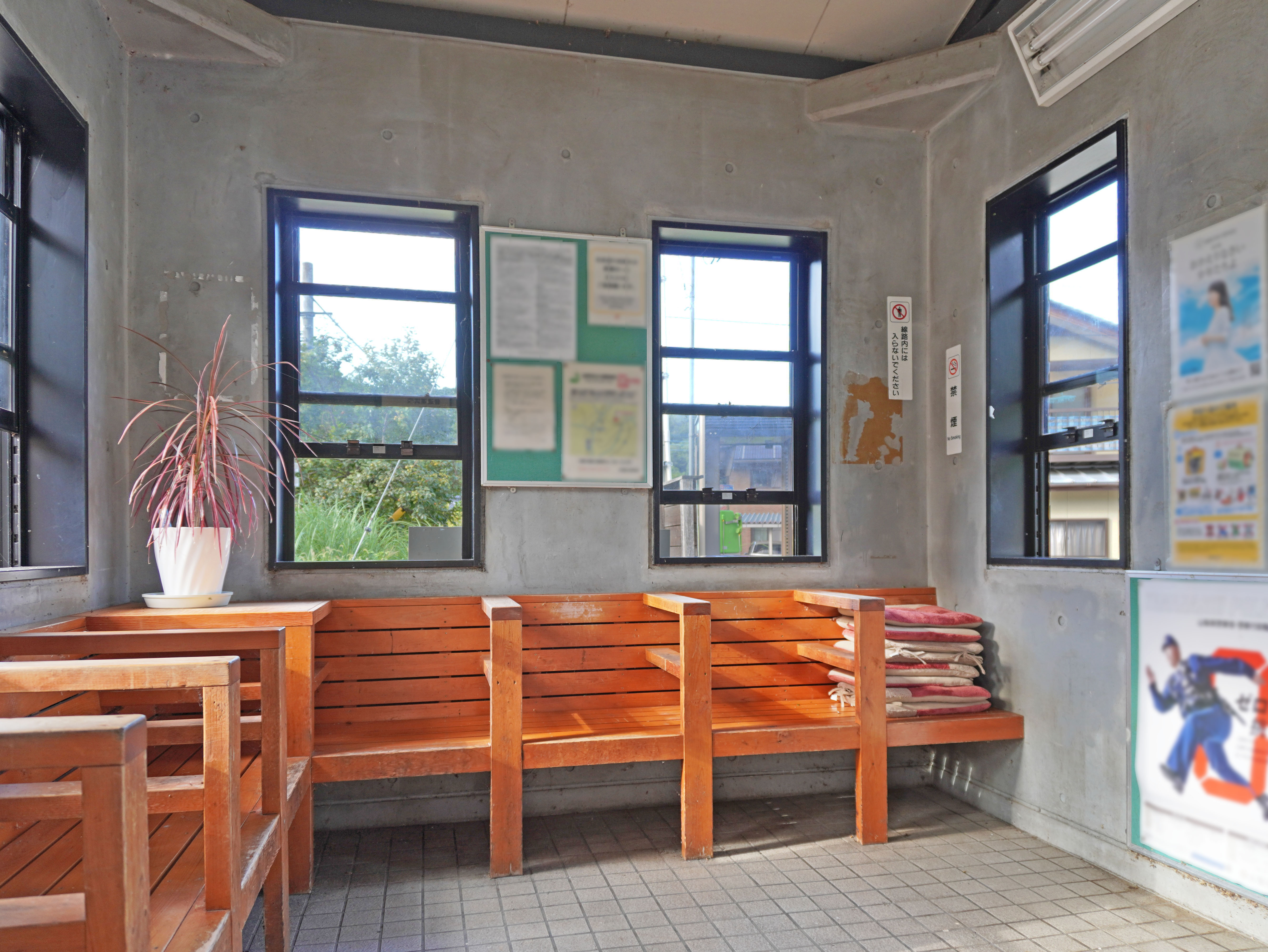
車站內部(2022年9月)

## 歷史
- 1927年（昭和2年）12月17日：富士身延鐵道身延至市川大門之間開通，此站啟用[1]。為旅客和貨物車站。
- 1938年（昭和13年）10月1日：富士身延鐵道借給鐵道省使用，成為身延線[1]。
- 1941年（昭和16年）5月1日：富士身延鐵道正式國有化[1]。
- 1972年（昭和47年）9月20日：結束貨物起卸業務。
- 1987年（昭和62年）4月1日：伴隨國鐵分割民營化，車站由東海旅客鐵道（JR東海）營運[1]。
- 2000年（平成11年）2月：站房翻新。

## 車站構造

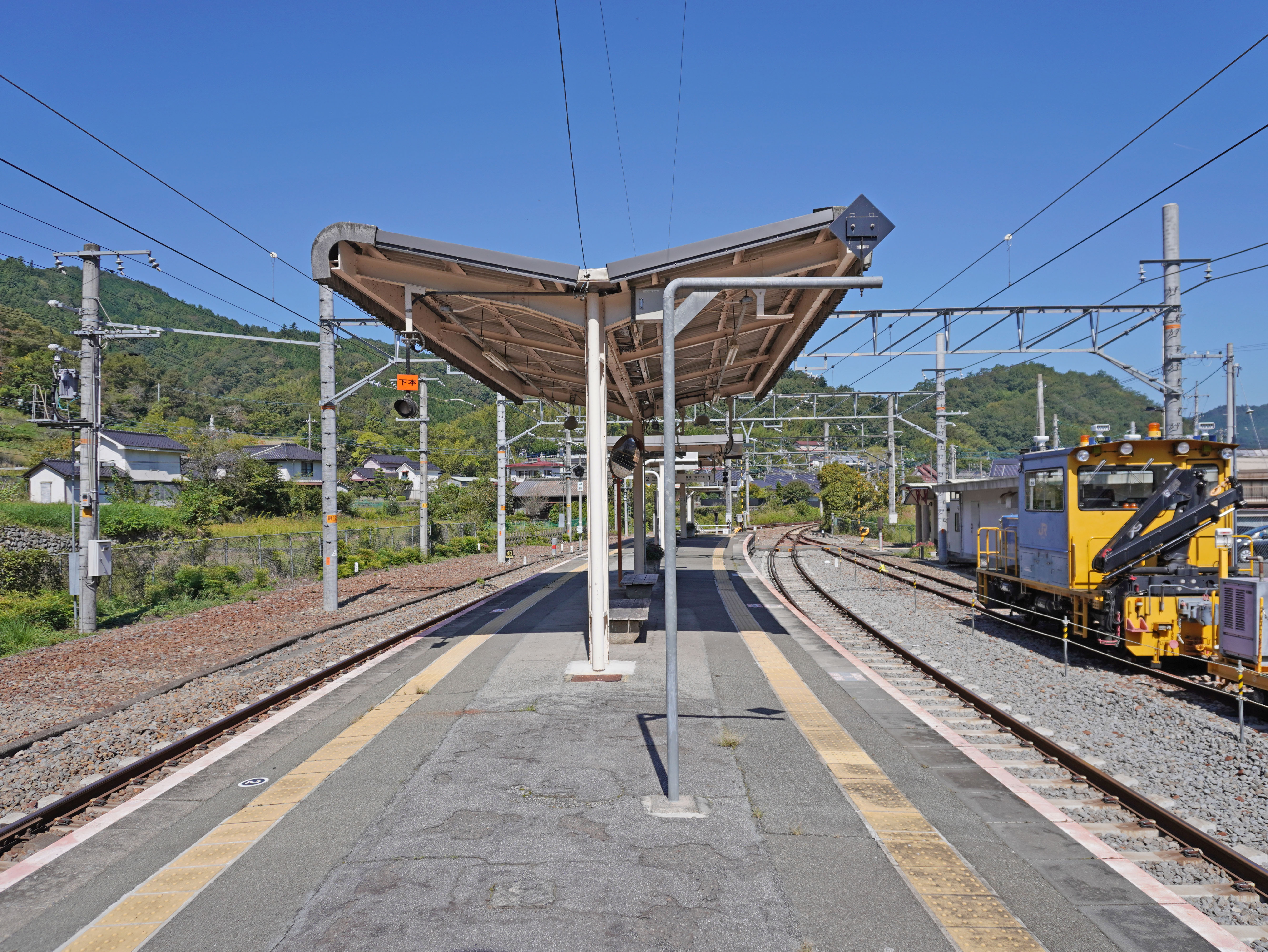
月台(2022年10月)

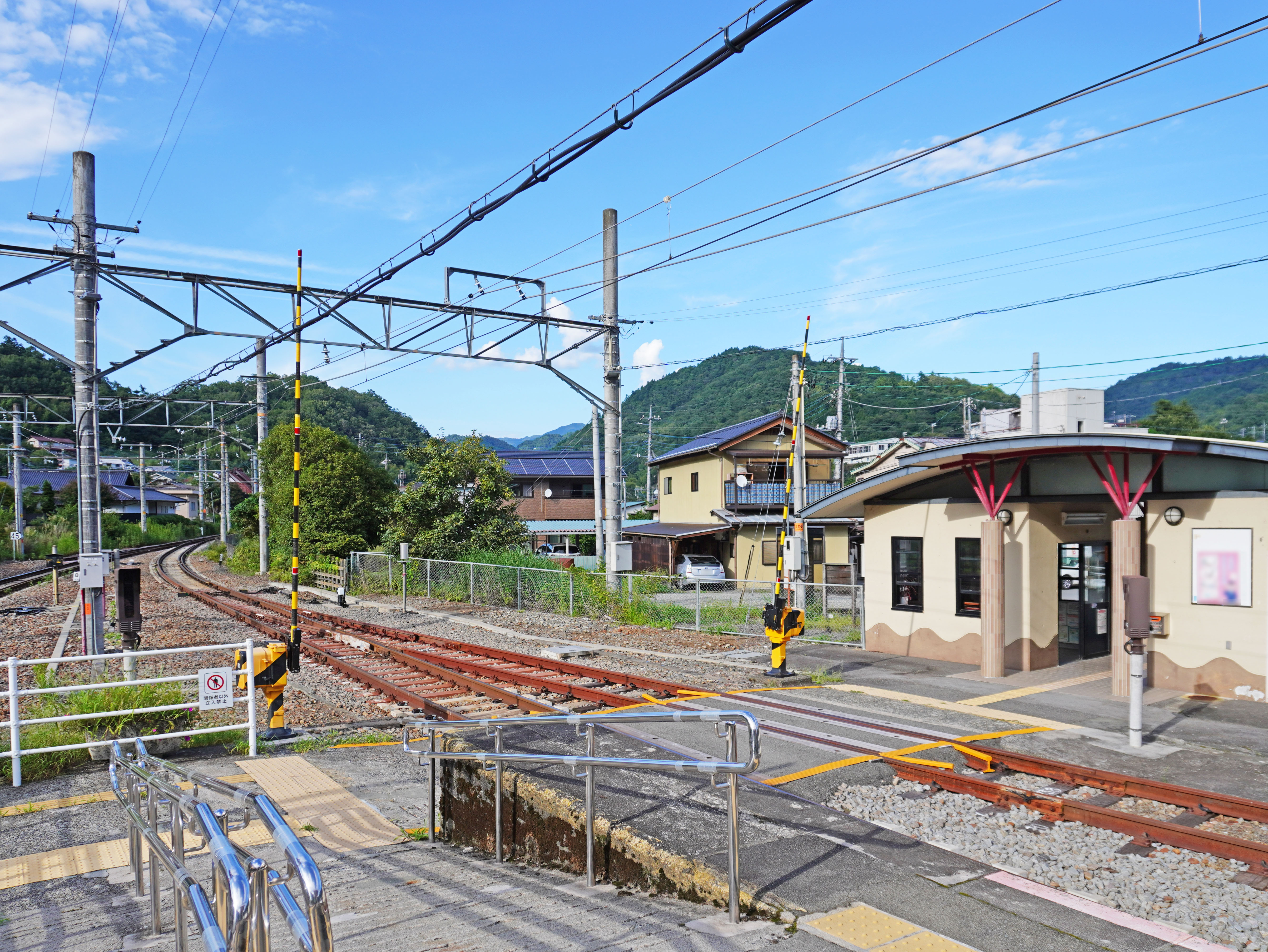
平交道(2022年9月)

本站是地面車站，設有1面2線的島式月台和2條側線。在島式月台兩側外各設有1條側線。站房位於車站東邊，靠近站房一側是1號月台（上行，富士方向），對面是2號月台（下行，甲府方向）。月台靠近市之瀨一方設有站內平交道（設有遮斷機和警報機），並連接車站大樓。車站大樓在2000年（平成12年）翻新，大樓內設有候車室。
本站是由身延站管理的無人車站，站内無設置自動售票機，因此此站不可購買車票。此站有許多特急列車「（Wide View）富士川」班次運輸停車（不可上落客）。截至2013年1月，設有上下行特急進行列車交會。

### 月台
| 月台 | 路線   | 上下行 | 方向           |
| ---- | ------ | ------ | -------------- |
| 1    | 身延線 | 上行   | 身延、富士方向 |
| 2    | 身延線 | 下行   | 甲府方向       |

## 使用狀況
| 平均乘車人次 | 平均乘車人次 |
| ------------ | ------------ |
| 1950年       | 902          |
| 1980年       | 602          |
| 2005年       | 116          |
| 2006年       | 93           |
| 2007年       | 95           |
| 2008年       | 89           |
| 2009年       | 75           |
| 2010年       | 68           |
| 2011年       | 58           |
| 2012年       | 57           |
| 2013年       | 45           |
| 2014年       | 34           |
| 2015年       | 38           |
| 2016年       | 30           |
| 2017年       | 22           |

- 1950年的乘車人次為329,257人即是一日平均乘車人次為902人。
- 1980年的乘車人次為220,441人即是一日平均乘車人次為602人。
- 2005年的乘車人次為42,224人即是一日平均乘車人次為116人。
- 2006年的乘車人次為34,205人即是一日平均乘車人次為93人。
- 2007年的乘車人次為34,967人即是一日平均乘車人次為95人。
- 2008年的乘車人次為32,795人即是一日平均乘車人次為89人。
- 2009年的乘車人次為27,466人即是一日平均乘車人次為75人。
- 2010年的乘車人次為24,810人即是一日平均乘車人次為68人。
- 2011年的乘車人次為21,212人即是一日平均乘車人次為58人。

## 車站周邊
身延町公所下部分所（舊下部町公所）不是位於下部溫泉站附近，而是車站在常葉川對面岸，西南方300米處。而常葉町內位於常葉川對面岸，設有橋樑連接該處。
原本常葉村落是一條獨立自治體，名為常葉村。在1875年（明治8年），市之瀨、下部、波高島等12條村合併，並名為富里村。
而富里村公所和村中心是位於常葉。在1954年（昭和29年），富里村實施町制，新的町名取自村內的著名溫泉地點下部溫泉，而此名為下部町。隨後在1956年（昭和31年），久那土、古關、共和3條村合併至下部町。但是在2004年（平成16年），下部町、身延町和中富町合併成身延町，使下部町這名稱被消滅。
雖然此站位於常葉村落，但是設有以富里村為名的設施，包括富里郵局。此站附近設有國道300號，在國道300號以東前進15公里後，經過急彎後便到達倉峠與隧道。離開隧道後便到達富士五湖之一本栖湖。
從此站步行10分鐘便到達身延町立下部中學、身延町立下部小學。現時町內的小中學進行整合後已經關校（現時當地的小學生需要前往身延町立下山小學，中學需要前往身延町立身延中學上學）。
- 常葉諏訪神社 - 位於東北300米，神社內設有大櫸樹，為町的自然紀念物。
- 妙法礦山（常葉礦山） - 位於東北1公里處。
- 常葉溫泉 - 位於東北500米，步行10分鐘。

在此站可轉乘交通工具前往主要觀光勝地，包括神名溫泉、永壽庵和方外院。

## 巴士路線
| 乘車處     | 系統               | 主要途經                                                 | 目的地     | 巴士公司       | 備註    |
| ---------- | ------------------ | -------------------------------------------------------- | ---------- | -------------- | ------- |
| 甲斐常葉站 | 下部線             | 古關、本栖湖、風穴、河口湖站                             | 富士山站   | 富士急山梨巴士 | 每日1班 |
| 甲斐常葉站 | 下部線             | 下部溫泉站                                               | 下部溫泉鄉 | 富士急山梨巴士 | 每日1班 |
| 甲斐常葉站 | 古關循環線（左回） | 下部分所入口                                             | 古關       | 身延町營巴士   | 每日2班 |
| 甲斐常葉站 | 古關循環線（右回） | 下部溫泉站、波高島站、飯富、公所前、甲斐岩間站、久那土站 | 古關       | 身延町營巴士   | 每日1班 |

## 相鄰車站
東海旅客鐵道（JR東海）
 身延線
下部溫泉－甲斐常葉－市之瀨

## 注腳
1. 1 2 3 4 5  曾根悟（日语：曽根悟）（監修）. 朝日新聞出版分冊百科編集部（編集） , 编. . 週刊 歴史でめぐる鉄道全路線 国鉄・JR (朝日新聞出版). 2009-07-26, (3): 22–23 （日语）.
2. 1 2  用車站時間表的方向資訊。詳情參見JR東海官方網站的各站時間表 （页面存档备份，存于）（截至2015年1月）。

## 外部連結
- 國土地理院地圖參閲服務 （页面存档备份，存于） - 甲斐常葉站周邊的1/25000地形圖 （页面存档备份，存于）（日語）